# Cacosceles newmannii
Espèce

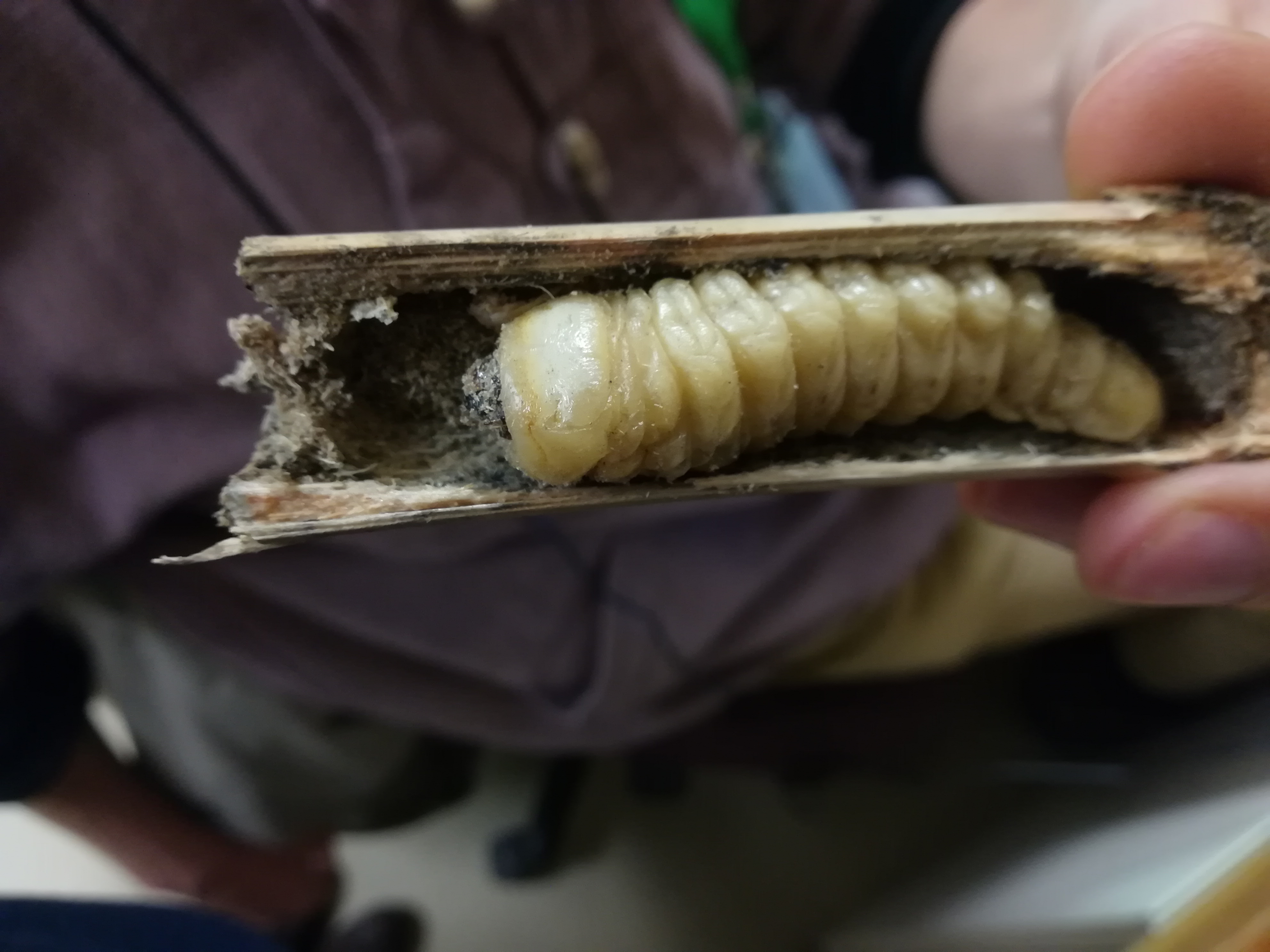
Cacosceles newmannii larve

Cacosceles newmannii est une espèce d'insectes de la famille des Cerambycidae et originaire d'Afrique australe (Mozambique, eSwatini et Afrique du Sud) dont les caractéristiques ont été peu étudiées jusqu'à présent. 
Ses plantes hôtes n'ont pas encore été complètement déterminées, mais pourraient inclure des espèces de la famille des Myrtacées. Il est supposé que son cycle de vie dure deux ans, au cours desquels les larves se nourrissent de matières organiques.
Les adultes émergent et s'accouplent en été. On estime que leur durée de vie est comprise entre un et deux mois. Les mâles et les femelles présentent un dimorphisme sexuel marqué. Les mâles sont caractérisés par de très longues mandibules asymétriques (la mandibule gauche a une dent interne preapicale), tandis que les mandibules femelles sont beaucoup plus courtes et plus épaisses,. Les mâles présentent un large sillon tomenteux le long de la moitié basale des tibias moyen et postérieur, ce qui est absent chez les femelles. Les mâles sont généralement plus petits que les femelles. Chez cette espèce, des combats ont été régulièrement observés entre mâles.
Des larves de Cacosceles newmannii ont été découvertes en 2015 dans des cultures de canne à sucre de la province du KwaZulu-Natal en Afrique du Sud. Les larves peuvent creuser des galeries dans la partie inférieure de la tige des cannes à sucre de 8 à 20 cm vers le haut, mais se retrouvent la plupart du temps dans la section souterraine des tiges, au niveau des racines ,.